# Traisentaler Rundwanderweg

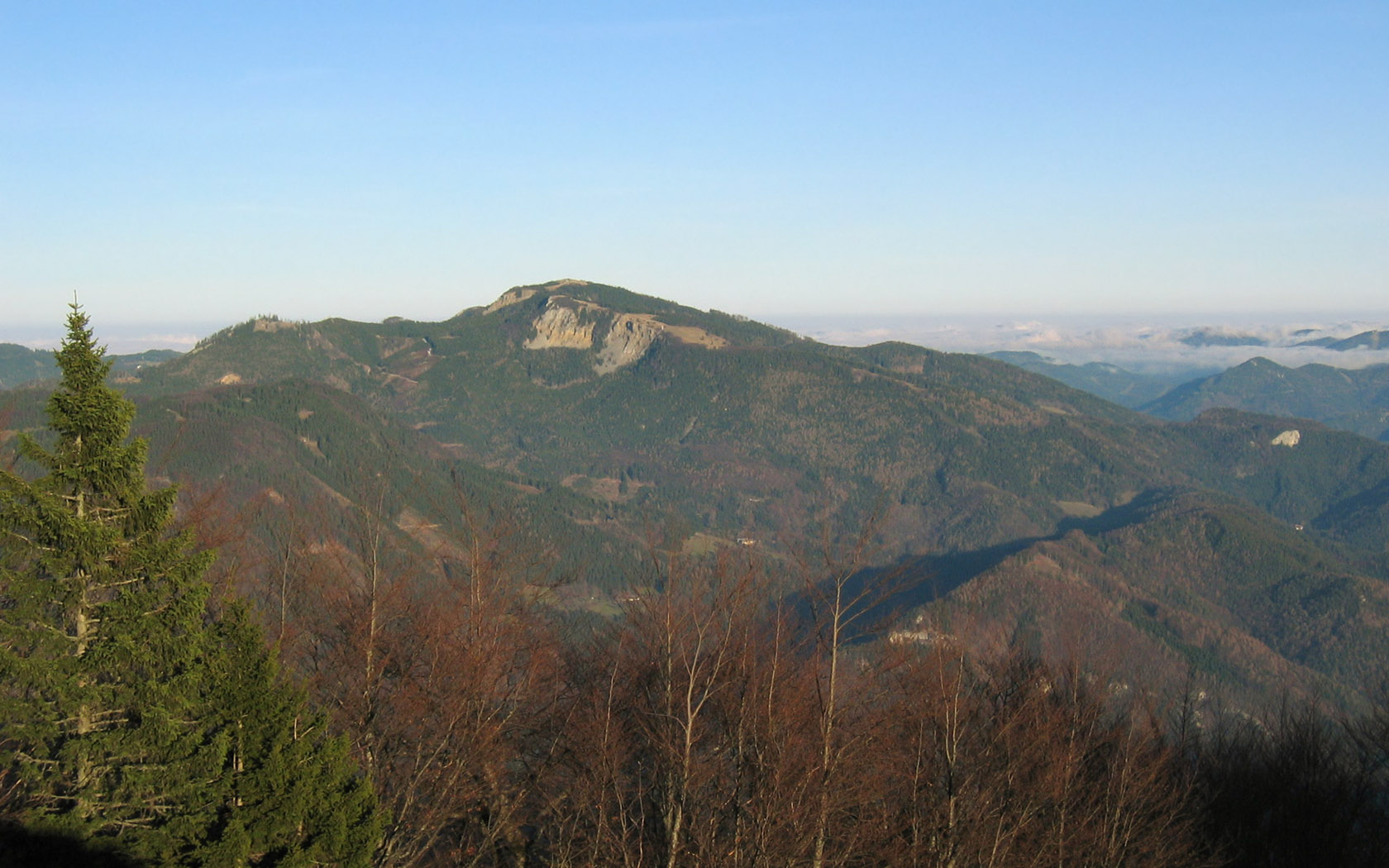
Die Reisalpe vom Türnitzer Höger aus gesehen

Der Traisentaler Rundwanderweg ist ein Wanderweg in Österreich. Er verläuft großteils im Bundesland Niederösterreich und führt durch die Türnitzer Alpen, die Mürzsteger Alpen die Gutensteiner Alpen sowie den Wienerwald. Der Weg wurde 1983 eröffnet und weist eine Länge von 170 Kilometern auf, für seine vollständige Durchwanderung sind etwa acht bis zehn Tage zu veranschlagen.

## Wegverlauf
Ausgangspunkt des Rundwanderweges ist Wilhelmsburg, von dort führt der Weg über die Steinwandleiten mit der ehemaligen Stockerhütte sowie die Staff-Hütte nach Lilienfeld, von dort über die Lilienfelder Hütte und die Hinteralm auf den Gipfel der Reisalpe. Nach dem Abstieg nach Hohenberg wird der Türnitzer Höger bestiegen, um über die Gschwendthütte und die Zdarsky-Hütte nach Sankt Aegyd am Neuwalde zu gelangen.
Im Bereich des Gippels wendet sich der Weg nach Westen, nach der anschließenden Überschreitung des Göllers wird vom Kernhofer Gscheid in die Walster gewandert. Nun in nördlicher Richtung orientiert führt der Weg erst nach Annaberg, dann über den Tirolerkogel nach Türnitz, wo der Aufstieg zur Julius-Seitner-Hütte am Eisenstein in Angriff genommen wird. Nun weiter zum Otto-Kandler-Haus am Hohenstein und zum Almhaus „Am Himmel“.
Anschließend führt der Weg wieder ins Tal nach Schrambach sowie über den Lorenzipechkogel (883 m ü. A., ⊙) nach Eschenau. Die Kaiserkogelhütte befindet sich auf dem letzten Gipfel entlang des Rundweges, bevor in Wilhelmsburg wieder der Ausgangspunkt erreicht wird.
Im zugehörigen Wanderführer des Alpenvereins ist der Weg in 25 Etappen aufgeteilt, welche jedoch nicht als Tagesetappen zu verstehen sind, sondern durch die einzelnen Einkehr- und Nächtigungsmöglichkeiten vorgegeben werden und je nach persönlicher Kondition und Vorliebe kombiniert werden können.

## Markierung
Der Weg ist mit der Wegnummer 655 beschildert und mit rot-weiß-roten Farbzeichen markiert. Der Verlauf des Traisentaler Rundwanderweges wurde durch die Sektion Weitwanderer des Österreichischen Alpenvereins festgelegt, diese ist auch Ansprechpartner und Auskunftsstelle. Nach der Absolvierung des gesamten Weges kann dort gegen Vorweis der eingeholten Kontrollstempel ein Abzeichen bezogen werden.